# Kim Zmeskal
Kimberly Lynn Zmeskal, coniugata Burdette, detta Kim (Houston, 6 febbraio 1976), è un'allenatrice di ginnastica artistica ed ex ginnasta statunitense.
È stata la prima ginnasta statunitense ad aver vinto un titolo mondiale e anche la prima a diventare tre volte campionessa nazionale consecutivamente. Ha vinto una medaglia di bronzo olimpica a squadre a Barcellona 1992.

## Biografia
Sposata con Chris Burdette, dirigono insieme la "Texas Dreams Gymnastics" ed hanno allenato ginnaste di livello internazionale come Ragan Smith, Bailie Key ed Emma Malabuyo.

## Carriera sportiva
Fin da piccola ha cominciato ad allenarsi con Béla Károlyi, che aveva acquistato una palestra a Houston. Questo le diede l'opportunità di osservare ed interagire con la sua eroina, la ginnasta Mary Lou Retton. Nel 1989, all'età di 13 anni, è diventata campionessa nazionale juniores statunitense; ottiene il primo posto anche all'American Classic, nella Coppa di Svizzera a coppie miste (con Lance Ringnald), e al Memorial Arthur Gander. Nel 1990 la Zmeskal diventa poi campionessa nazionale senior, titolo mantenuto per le due edizioni successive, nel 1991 e 1992. In campo internazionale, sviluppa una rivalità sportiva con la sovietica S'vjatlana Bahinskaja.
Ai campionati del mondo del 1991 a Indianapolis, la nazionale statunitense vince la prima medaglia d'oro a squadre, e la Zmeskal diventata la prima ginnasta statunitense a conquistare la medaglia d'oro nel concorso individuale: questo diede grandi speranze riguardo al successo ai giochi di Barcellona 1992 della nazionale statunitense e della Zmeskal, che apparve sulle copertine del New York Times e di Newsweek.
Ai Campionati statunitensi e agli Olympic Trials la Zmeskal si confrontò con l'astro nascente Shannon Miller, che vinse i confronti.

### Le Olimpiadi di Barcellona
La Zmeskal deluse ai Giochi, cadendo dalla trave durante gli esercizi obbligatori della prima giornata; al termine era trentaduesima nella classifica generale e 5ª nei punteggi di squadra. Nelle prestazioni successive migliorò il piazzamento con 9,912 punti alla trave, 9,95 al volteggio, 9,90 alle parallele e 9,925 al corpo libero nella finale a squadre: il parziale di 39,687 fu il più alto della giornata; ottenne così il 12º posto, ed il terzo tra le statunitensi. Era riuscita a guadagnare abbastanza punti per partecipare al concorso generale, ma uscì dal bordo nella finale al corpo libero, perdendo definitivamente la possibilità di ottenere una medaglia. In seguito si seppe che era stata colpita da una frattura da stress alla caviglia prima delle Olimpiadi.

### Gli infortuni ed il ritiro
Eventuali sogni di un ritorno per partecipare ai Giochi olimpici di Atlanta vennero delusi a causa di una lesione del legamento crociato anteriore al ginocchio destro, subita durante un esercizio al corpo libero. Nel 1998 la Zmeskal tornò a competere con discreti risultati ai Campionati Nazionali a Indianapolis, piazzandosi all'undicesimo posto con 71,899 punti. Nel 1999 fu presa in considerazione per i Giochi olimpici di Sydney, tuttavia uno strappo al tendine d'Achille durante un esercizio al corpo libero mise fine alla sua carriera.